# Mameyes I (Luquillo)
Mameyes I es un barrio ubicado en el municipio de Luquillo en el estado libre asociado de Puerto Rico. En el Censo de 2010 tenía una población de 2319 habitantes y una densidad poblacional de 217,27 personas por km².
También hay un barrio Mameyes II, parte de Río Grande, al oeste.
El límite entre los dos está formado por el Río Mameyes.

## Geografía
Mameyes I se encuentra ubicado en las coordenadas 18°21′32″N 65°45′26″O / 18.35889, -65.75722. Según la Oficina del Censo de los Estados Unidos, Mameyes I tiene una superficie total de 10.67 km², de la cual 10.39 km² corresponden a tierra firme y (2.64%) 0.28 km² es agua.

## Demografía
Según el censo de 2010, había 2319 personas residiendo en Mameyes I. La densidad de población era de 217,27 hab./km². De los 2319 habitantes, Mameyes I estaba compuesto por el 54.12% blancos, el 28.03% eran afroamericanos, el 0.6% eran amerindios, el 0.39% eran asiáticos, el 13.67% eran de otras razas y el 3.19% pertenecían a dos o más razas. Del total de la población el 97.46% eran hispanos o latinos de cualquier raza.